# Yari Verschaeren
Yari Verschaeren (Amberes, distrito de Amberes, provincia de Amberes, Región Flamenca, Bélgica, 12 de julio de 2001) es un futbolista belga que juega como centrocampista en el R. S. C. Anderlecht de la Primera División de Bélgica. También forma parte de la selección de Bélgica.

## Trayectoria
Verschaeren pasó por las divisiones menores del Kruibeke (2008-2009) y Beveren (2009-2010) hasta que se unió a las formativas de Anderlecht a la edad de nueve años, logrando títulos con sus equipos juveniles. Siendo parte de la selección sub-16 de Bélgica, en julio de 2017 el club lo recompensó con un primer contrato profesional. Luego de una serie de lesiones, Verschaeren pudo hacer su debut profesional el 25 de noviembre de 2018 para Anderlecht: jugando de titular en la derrota de liga por 4-2 frente a Sint-Truidense. Verschaeren tuvo un remate al poste en su debut, siendo sustituido al minuto 78 por el también debutante Jérémy Doku. Cuatro días después, Verschaeren hizo su debut a nivel internacional en Europa, en el partido de la Liga Europa de la UEFA 2018-19 contra el Spartak Trnava de Eslovaquia, donde sustituyó a Ryōta Morioka 81 minutos después de iniciado el partido. El duelo terminó 0-0.
El 27 de enero de 2019 marcó su primer gol profesional en la victoria por 2-1 contra Eupen por la liga belga.

## Selección nacional
Verschaeren forma parte de la selección de fútbol de Bélgica categoría sub-21 con la cual disputó dos partidos, marcando un gol. A sus 17 años, fue pieza de recambio en el equipo que disputó la Eurocopa Sub-21 de 2019, quedándose eliminados en fase de grupos y donde marcó un gol a Italia. También ha sido parte de la sub-16 (7 partidos y 1 gol), sub-17 (10 partidos y 1 gol), sub-18 (1 partido) y sub-19 (1 partido) de su país.
Con el equipo sub-17 participó en el Campeonato Europeo Sub-17 de la UEFA 2018 desarrollado en Inglaterra, donde Bélgica llegó hasta semifinales. Verschaeren disputó dos partidos de la fase de grupos ante Dinamarca y Bosnia y Herzegovina.
El 9 de septiembre de 2019 debutó con la absoluta tras sustituir a Youri Tielemans en el minuto 86 de la victoria por 0 a 4 ante Escocia en partido de clasificación para la Eurocopa 2020. El 10 de octubre de ese mismo año anotó su primer gol, de penal en la goleada por 9-0 sobre San Marino.

### Participaciones en la Eurocopa
| Torneo                              | Sede                | Resultado      | Partidos | Goles |
| ----------------------------------- | ------------------- | -------------- | -------- | ----- |
| Campeonato de Europa Sub-17 de 2018 | Inglaterra          | Semifinales    | 2        | 0     |
| Eurocopa Sub-21 de 2019             | Italia · San Marino | Fase de grupos | 2        | 1     |

## Clubes y estadísticas
Actualizado el 7 de agosto de 2025.
| R. S. C. Anderlecht · Bélgica | 2018-19       | 1.ª           | 21  | 2  | 0  | 0 | 1  | 0 | 22  | 2  |
| R. S. C. Anderlecht · Bélgica | 2019-20       | 1.ª           | 21  | 2  | 1  | 0 | —  | — | 22  | 2  |
| R. S. C. Anderlecht · Bélgica | 2020-21       | 1.ª           | 22  | 6  | 1  | 0 | —  | — | 23  | 6  |
| R. S. C. Anderlecht · Bélgica | 2021-22       | 1.ª           | 36  | 7  | 5  | 0 | 4  | 2 | 45  | 9  |
| R. S. C. Anderlecht · Bélgica | 2022-23       | 1.ª           | 28  | 2  | 1  | 0 | 13 | 2 | 42  | 4  |
| RSCA Futures · Bélgica | 2023-24       | 2.ª           | 1   | 0  | —  | — | —  | — | 1   | 0  |
| RSCA Futures · Bélgica | Total club    | Total club    | 1   | 0  | 0  | 0 | 0  | 0 | 1   | 0  |
| R. S. C. Anderlecht · Bélgica | 2023-24       | 1.ª           | 19  | 1  | 2  | 0 | —  | — | 21  | 1  |
| R. S. C. Anderlecht · Bélgica | 2024-25       | 1.ª           | 34  | 4  | 5  | 1 | 10 | 2 | 49  | 7  |
| R. S. C. Anderlecht · Bélgica | 2025-26       | 1.ª           | 2   | 0  | 0  | 0 | 3  | 1 | 5   | 1  |
| R. S. C. Anderlecht · Bélgica | Total club    | Total club    | 183 | 24 | 15 | 1 | 31 | 7 | 229 | 32 |
| Total carrera | Total carrera | Total carrera | 184 | 24 | 15 | 1 | 31 | 7 | 230 | 32 |
| (1)Incluye datos de la Copa de Bélgica (2019-20 a 2024-25). (2)Incluye datos de la Liga Europa de la UEFA (2018-19, 2024-25 y 2025-26) y Liga Conferencia de la UEFA (2021-22, 2022-23 y 2025-26). |               |               |     |    |    |   |    |   |     |    |

## Palmarés

### Distinciones individuales
| Distinción                                      | Año     |
| ----------------------------------------------- | ------- |
| Talento prometedor del año en Bélgica           | 2019    |
| Futbolista profesional joven del año en Bélgica | 2018-19 |